# Lithurgus hypoleucus
Lithurgus hypoleucus är en biart som beskrevs av Cockerell 1937. Lithurgus hypoleucus ingår i släktet Lithurgus och familjen buksamlarbin. Inga underarter finns listade i Catalogue of Life.